# Giro del Veneto 1925
Il Giro del Veneto 1925, sesta edizione della corsa, si svolse il 2 agosto 1925 su un percorso di 300 km. La vittoria fu appannaggio dell'italiano Costante Girardengo, alla terza affermazione consecutiva, che completò il percorso in 12h11'30", precedendo i connazionali Adriano Zanaga e Giovanni Brunero. Inizialmente terzo classificato arrivò Alfredo Binda, ma questi venne squalificato per un cambio ruota irregolare.

## Ordine d'arrivo (Top 10)
| Pos. | Corridore             | Squadra           | Tempo      |
| ---- | --------------------- | ----------------- | ---------- |
| 1    | Costante Girardengo   | Wolsit-Pirelli    | 12h11'30"  |
| 2    | Adriano Zanaga        | Ideor             | s.t.       |
| SQ   | Alfredo Binda         | Legnano-Pirelli   | s.t.       |
| 3    | Giovanni Brunero      | Legnano-Pirelli   | s.t.       |
| 4    | Giuseppe Pancera      | Aliprandi-Pirelli | a 2'00"    |
| 5    | Giovanni Trentarossi  | -                 | a 36'30"   |
| 6    | Gianbattista Gilli    | Olympia           | a 46'30"   |
| 7    | Isidro Doro           | -                 | a 1h06'30" |
| 8    | Lorenzo Leoni         | -                 | s.t.       |
| 9    | Antonio De Franceschi | -                 | a 1h08'30" |
| 10   | Domenico Sangiorgi    | -                 | a 1h26'30" |